# How a Mosquito Operates
How a Mosquito Operates (1912), también conocido como The History of a Mosquito y Winsor McCay and his Jersey Skeeters, es un filme animado creado por el caricaturista y animador Winsor McCay. Dura tan solo seis minutos y trata sobre un mosquito gigante que atormenta a un hombre mientras duerme. Es uno de los primeros filmes de animación que existen y se caracteriza por la alta calidad técnica de su animación naturalista, considerada muy por delante de sus contemporáneos.
McCay tenía una reputación de destreza técnica en su dibujo, bien demostrada en la tira cómica para niños Little Nemo in Slumberland, iniciada en 1905. Se inició en el arte de la animación en el año 1911 con el corto Little Nemo, y continuó su éxito con How a Mosquito Operates. McCay emplea una animación naturalista, con movimiento y peso, dándole a la historia mayor coherencia y personajes más desarrollados que en Nemo.
How a Mosquito Operates fue recibido con entusiasmo cuando McCay lo dio a conocer como parte de su espectáculo.
En 1914 McCay desarrolló la animación de personajes al presentar su obra más conocida de animación, Gertie the Dinosaur.

## Sinopsis
Un hombre mira aprensivamente a su alrededor antes de entrar en su habitación para irse a dormir. Un mosquito gigante (con sombrero y maletín) entra a través de un ventanuco, después de darse cuenta de que es demasiado grande para entrar por la cerradura de la puerta. El mosquito pica varias veces al hombre mientras duerme, quien trata de espantar a su agresor, sin lograrlo. Finalmente, el mosquito chupa hasta quedar tan lleno, que explota.

## Estilo
How a Mosquito Operates, es uno de los primeros ejemplos de dibujo lineal animado. El filme aprovecha las fortalezas del medio cinematográfico, aún en su infancia, realzando la acción física y visual de los personajes.
En lugar de simplemente irse expandiendo como un globo, el mosquito bebe y su abdomen se llena de acuerdo con su estructura corporal de una manera bastante naturalista. Cuanto más pesado se convierte, más dificultad tiene para mantenerse en equillibrio. El mosquito tiene personalidad: es egoísta, persistente, y calculador (como cuando pone a punto su probóscide en una piedra de afilar). Establece contacto visual con el espectador e incluso le hace señas. Aunque horrible de ver, sus acciones están equilibradas con toques de humor, como cuando está tan lleno de sangre que debe acostarse.

## Antecedentes

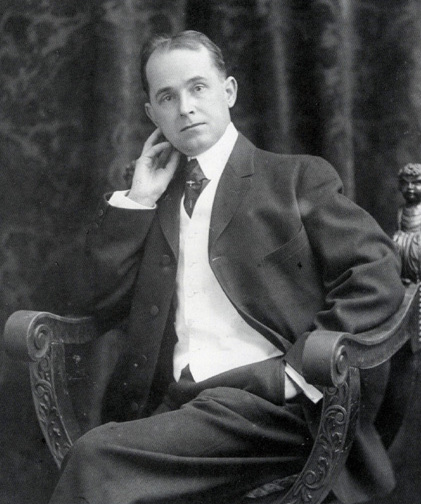
Winsor McCay en 1906

Winsor McCay (1869(?)–1934) desarrolló a temprana edad su destreza y precisión con dibujos muy detallistas. Ya de muy joven, trabajó dibujando retratos y carteles en vivo y atrajo una gran multitud con su habilidad para dibujar con gran rapidez. En 1898, McCay empezó a trabajar a tiempo completo como ilustrador en un periódico, y empezó a dibujar historietas en 1903 Su tira cómica de mayor éxito fue la fantasía infantil Little Nemo in Slumberland, que comenzó a publicar en 1905. McCay se inició en el vaudeville al año siguiente, haciendo actuaciones en las que dibujaba en vivo frente a la audiencia (chalk talk).
Inspirado por los folioscopios que su hijo Robert tenía en casa, McCay "vio la posibilidad de hacer imágenes en movimiento" de sus caricaturas y  afirmó de sí mismo que fue "el primer hombre en el mundo en hacer dibujos animados", a pesar de que había sido precedido por animadores como Émile Cohl y James Stuart Blackton, bajo cuya supervisión fotografió sus dibujos. Los protagonistas de su primer filme son los mismos que los de la tira cómica y Little Nemo debutó en cines en 1911. McCay pronto lo incorporó a su sesión de vaudeville.

Las secuencias animadas de Little Nemo no tenían argumento: al igual que los primeros experimentos realizados por el animador francés Émile Cohl, McCay había utilizado su primera película para enseñar las posibilidades del medio con secuencias fantasiosas que demuestran el movimiento por sí mismo. En Mosquito quería una mayor credibilidad, y ya habiendo demostrado en su primer filme que las imágenes podían moverse, en la segunda presenta una historia sencilla.
En funciones de vaudeville y revistas de humor comúnmente se bromeaba sobre los gigantescos mosquitos de New Jersey llamándolos Jersey skeeters, y el propio McCay había utilizado mosquitos en sus tiras cómicas (como en el episodio de Little Nemo, publicado el 23 de octubre de 1910, en que Nemo es atacado por una nube de mosquitos después de regresar de un viaje a Marte. Para el argumento del filme, McCay tomó la idea a partir de un episodio de su tira cómica Dream of the Rarebit Fiend publicado el 5 de junio de 1909. En este, el mosquito (sin sombrero ni maletín) se atraca con la sangre de un alcohólico hasta quedar tan hinchado y borracho que no puede volar.

## Producción y estreno
McCay comenzó a trabajar en la película en mayo de 1911. Poco después, dejó de trabajar para el New York Herald y comenzó su colaboración con los periódicos de William Randolph Hearst, señal de su creciente estrellato. En julio de ese mismo año, un anuncio de revista hablaba de «imagen en movimiento, que contiene seis mil bocetos; ...  será estrenada en el vodevil de la próxima temporada del Sr. McCay. La película se llamará How a Mosquito Operates».
McCay hizo los dibujos en papel de arroz translúcido, pues aún no se había desarrollado la técnica de animación sobre celuloide. La elaboración de Mosquito fue terminada en diciembre de 1911, pero cuando McCay envió los dibujos a Vitagraph Studios para fotografiar, debido a una tormenta de nieve desaparecieron junto con el conductor del taxi de caballos, solo para ser descubierto ileso, pocos días después por la policía. El filme tuvo que ser fotografiado dos veces debido a problemas de iluminación en el estudio.
How a Mosquito Operates se estrenó en enero de 1912, primero como parte de la función de vaudeville de McCay, quien realizó una gira durante la primavera y el verano, y más tarde en los cines. Fue distribuido en el extranjero por Vitagraph Estudios.
En un prólogo de acción real que se ha perdido, McCay y su hija, "molestados a muerte por los mosquitos" en su casa de verano en Nueva Jersey, encuentran a un profesor que habla el lenguaje de los insectos. El profesor le dice a McCay "que haga una serie de dibujos para ilustrar cómo el insecto hace su mortífero trabajo", y después de meses de trabajo McCay invita al profesor a ver la película.

## Recepción y legalidad
De acuerdo con el animador Chris Webster, How a Mosquito Operates fue publicado cuando la audiencia demandada para animación superaba la capacidad de los estudios para suministrar material. Cuando la mayoría de los estudios estaban luchando simplemente para hacer trabajo de animación, McCay mostró un dominio del medio y un sentido de cómo crear un movimiento creíble.
La película se estrenó con grandes audiencias, y fue bien recibida. El Detroit Times describió que el público reía hasta llorar, y "[marchaban] a casa sintiendo que habían visto una de las mejores producciones" de la historia del cine. El periódico llamó a la película "una disposición maravillosa de dibujos de colores", refiriéndo a la secuencia final de la explosión, que McCay había pintado a mano con color rojo, aunque este detalle no ha perdurado. The Morning Telegraph de Nueva York remarcó que "las imágenes en movimiento de los dibujos de McCay han causado asombro, incluso entre los magnates cinematográficos, por su inteligencia y humor."
McCay habló en las entrevistas del potencial de la animación para desarrollar "un trabajo serio y educativo", haciendo alusión a su siguiente película de 1914, Gertie the Dinosaur.
El primer filme del animador John Randolph Bray, The Artist's Dream, apareció en 1913 y en él se alterna acción en vivo y secuencias animadas. Además, en ella aparece un perro que explota después de comer demasiados embutidos. Aunque estos aspectos recuerdan las primeras dos películas de McCay, Bray dijo que no conocía los trabajos de McCay mientras él realizaba  su obra.
Después de Mosquito, la animación pasó a basar sus trabajos en historias con argumento y, durante décadas, pocas veces se fijó la atención en la tecnología desarrollada; también la inserción de secuencias de acción en vivo se convirtieron en infrecuentes. El animador John Canemaker alabó a McCay su habilidad para imbuir carácter y personalidad a un mosquito, y declaró que la calidad técnica de la animación de McCay estaba muy por delante de su tiempo y fue inigualable hasta que Disney Studios alcanzó relevancia en la década de 1930 con películas como Snow White and the Seven Dwarfs (1937).